# Faculdade
Uma faculdade é uma divisão dentro de uma universidade ou faculdade que compreende uma área temática ou um grupo de áreas temáticas relacionadas, possivelmente também delimitadas por nível (por exemplo, graduação). Nos Estados Unidos, essas divisões são geralmente chamadas de faculdades (por exemplo, "faculdade de artes e ciências") ou escolas (por exemplo, "escola de negócios"), mas também podem misturar terminologia (por exemplo, a Universidade de Harvard tem um " faculdade de artes e ciências", e uma "faculdade de direito"). Em Portugal, é uma das denominações adaptadas pelas universidades para as suas unidades orgânicas; No Brasil, é possível também a faculdade ser desvinculada de uma universidade ou instituição maior — principalmente em instituições particulares de ensino superior.

## História
A medieval Universidade de Bolonha, que serviu de modelo para a maioria das universidades medievais posteriores na Europa, tinha quatro faculdades: os alunos começavam na Faculdade de Letras, os graduados podiam então continuar nas faculdades superiores de Teologia, Direito e Medicina. O privilégio de estabelecer essas quatro faculdades geralmente fazia parte dos estatutos das universidades medievais, mas nem todas as universidades podiam fazê-lo na prática.
A Faculdade de Letras recebeu o nome das sete artes liberais: o trivium  (gramática, retórica, dialética) e o quadrivium ( aritmética, música, geometria e astronomia). Nas universidades alemãs, escandinavas, eslavas e afins, seria mais frequentemente chamada de Faculdade de Filosofia.  O grau de Magister Artium (Master of Arts) deriva seu nome da Faculdade de Artes, enquanto o grau de Doctor Philosophiae (Doutor em Filosofia) deriva seu nome da Faculdade de Filosofia, nome alemão da mesma faculdade. Chamada Faculdade de Letras ou Faculdade de Filosofia, ela ensinava uma variedade de disciplinas com aplicabilidade geral e fundamental.
A Faculdade Superior de Direito e a Faculdade de Medicina destinavam-se, tal como hoje, ao ensino especializado exigido pelas profissões. A Faculdade de Teologia foi a de maior prestígio, bem como a menos comum nos primeiros 500 anos – e geralmente aquela que os papas mais procuravam controlar. Embora também educação "profissional" para o clero, a teologia (até o Iluminismo) também era vista como a disciplina suprema nas universidades, chamada de "A Rainha das Ciências", e muitas vezes dava o exemplo para as outras faculdades.
O número de faculdades geralmente se multiplicou nas universidades modernas, tanto por meio de subdivisões das quatro faculdades tradicionais quanto pela absorção de disciplinas acadêmicas que se desenvolveram nas escolas originalmente profissionalizantes, em áreas como engenharia ou agricultura.

## Brasil
Além das faculdades vinculadas a universidades, há faculdades isoladas, sem vínculos com universidades. São instituições de educação superior públicas ou privadas, com propostas curriculares em uma ou mais áreas de conhecimento. Têm regimento unificado e são dirigidas por um diretor-geral. Podem oferecer cursos em vários níveis — graduação, cursos sequenciais e de especialização e programas de pós-graduação (mestrados e doutorados).

## Portugal
Cada faculdade de uma universidade está vocacionada para uma área do conhecimento, eventualmente para duas ou mais áreas do conhecimento afins (por exemplo, Faculdade de Direito, Faculdade de Ciências Sociais e Humanas). Na identificação de uma faculdade menciona-se o seu nome seguido do nome da respectiva universidade (por exemplo, Faculdade de Farmácia da Universidade de Coimbra e não Faculdade de Farmácia de Coimbra).